# جامعة دورتموند التقنية

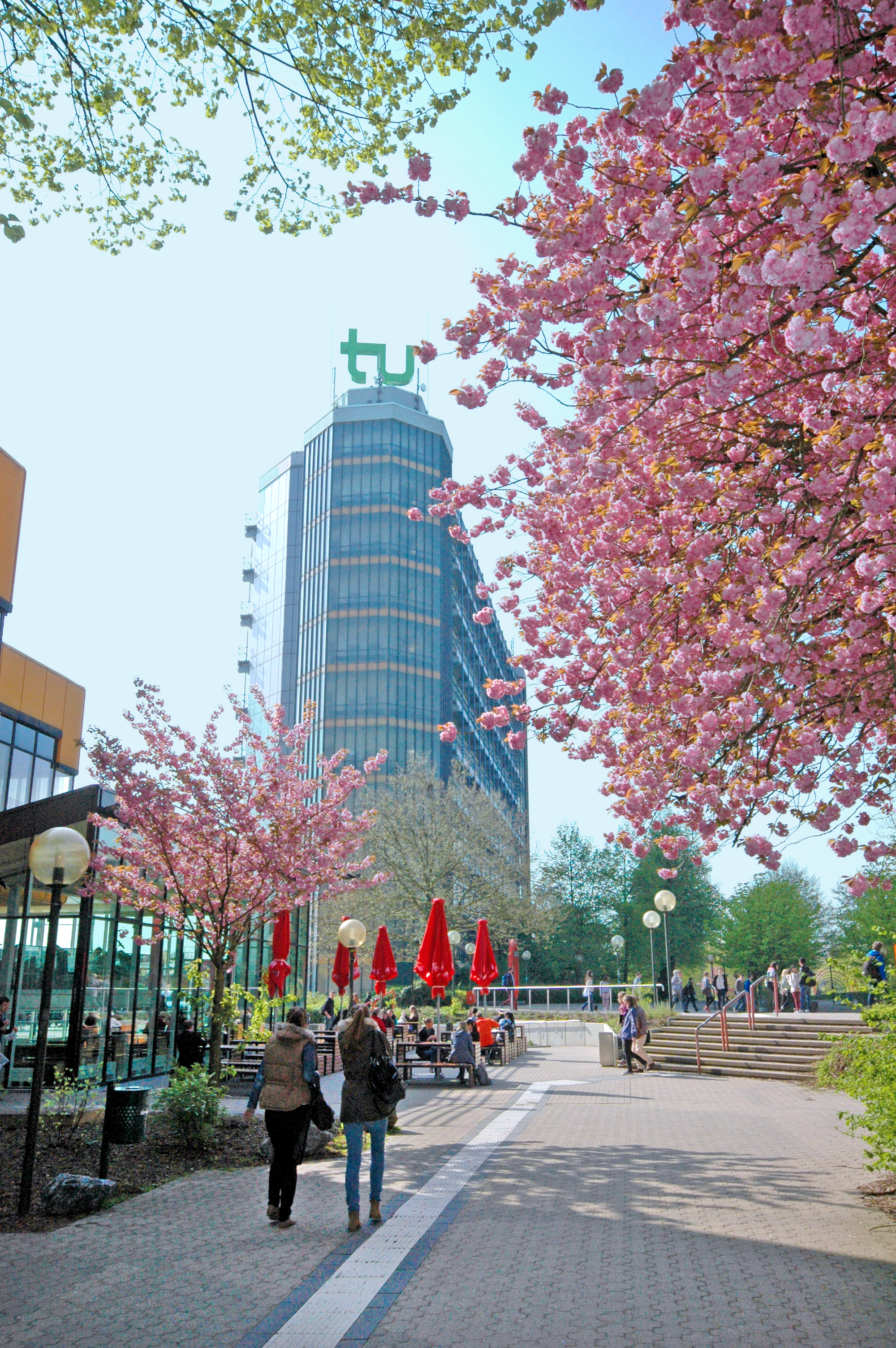
برج الرياضيات في الجامعة وعليه شعارها

جامعة دورتموند التقنية (بالألمانية: Technische Universität Dortmund) هي جامعة تقنيّة عامة في ألمانيا تأسست عام 1968. تحول اسم الجامعة من جامعة دورتموند إلى جامعة دورتموند التقنية في 11 نوفمبر عام
2007. بجانب جامعة آخن التقنية تعتبر هي الجامعة الثانية في ولاية شمال غرب الراين الألمانية. من أهم الكليات في الجامعة هي كليات الهندسة والعلوم الطبيعية كما في العلوم الاجتماعية والعلوم الثقافية حيث العمل المشترك بينهن. تضم الجامعة 32800 طالب في ما يقارب 80 اختصاصا في البكالوريوس والماجستير.
الانجازات الملاحظة في جامعة دورتمند يبان بوضوح في مجال البحث العلمي: في أقسام التصنيع والتسويق،
البيولوجيا الكيميائية، التكنولوجيا الحيوية، محاكاة الأنظمة والعمليات المعقدة وفي الأبحاث حول التنمية البشرية حافظت الجامعة على مكانة مميزة ليس على الصعيد المحلي فحسب بل عالميا أيضا.
في عام 2015 تم تقييم الجامعة من قبل مجمع الأبحاث العلمية الألماني (DFG) ضمن قائمة أفضل عشر جامعات في خمس من الأقسام: هندسة التصنيع، الاقتصاد والإحصاء، تكنولوجيا المواد، وفي علوم الحاسب. كما ارتفع الدخل الوارد إلى الجامعة عبر الممول الثالث (عادة الشركات التي تدعم الجامعة لإجراء أبحاث معينة) بنسبة 60% منذ العام 2008 وما زالت تحافظ على هذه النسبة.

## تاريخ

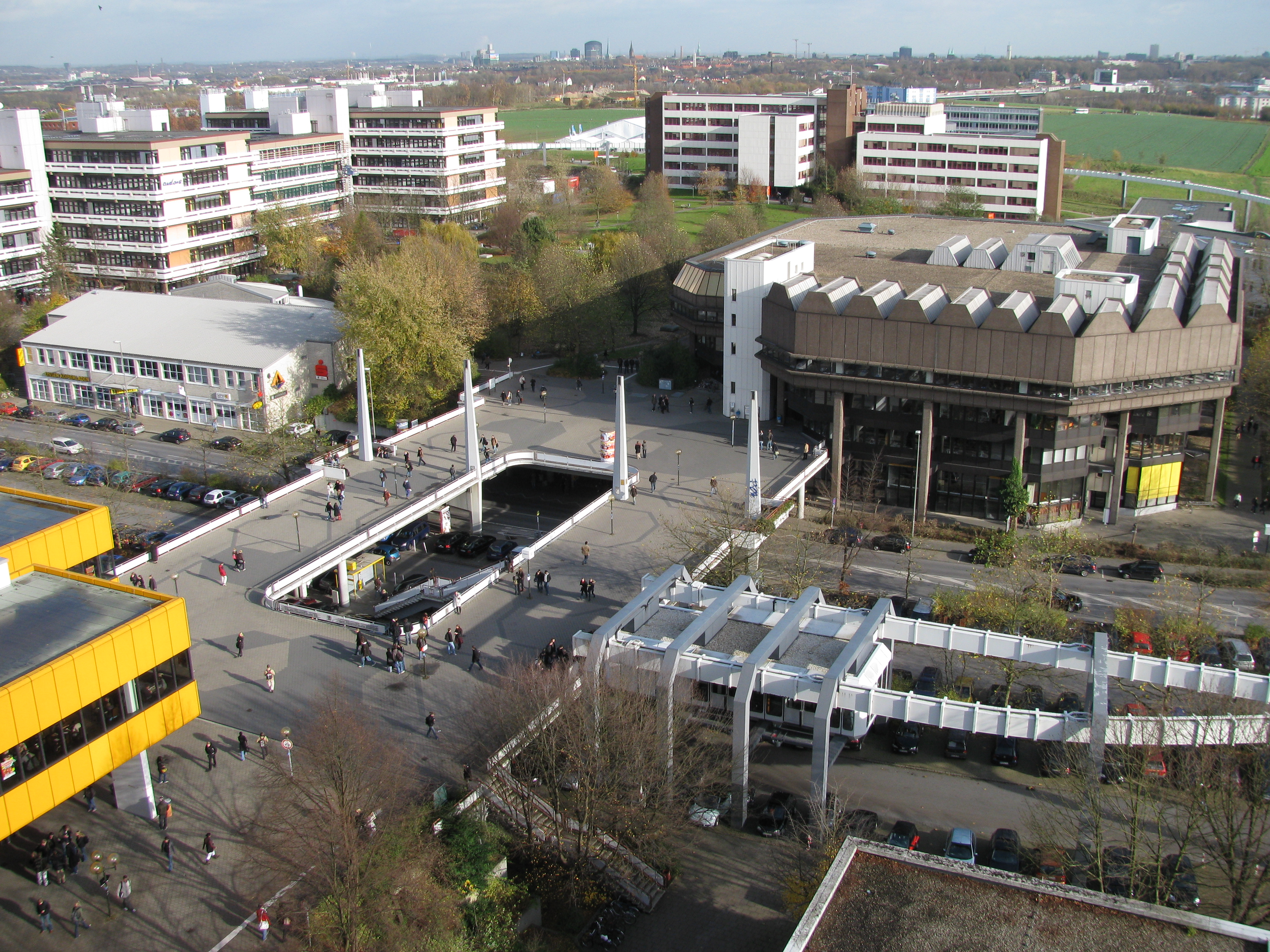
[الجامعة من زاوية المكتبة الرئيسة والكافيتريا

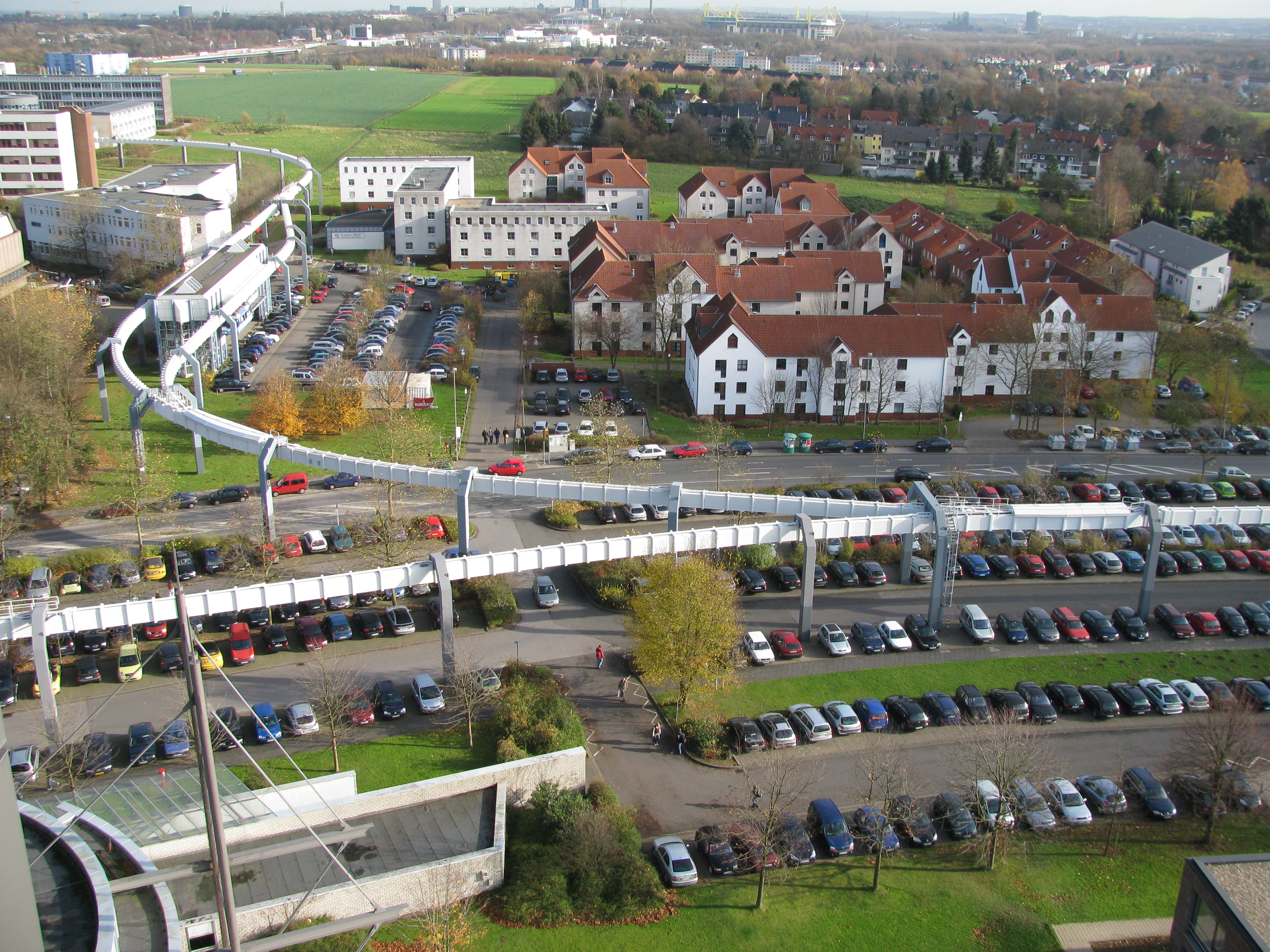
صووة لسكن تابع للجامعة ولسكة القاطرة المعلقة التي تربط طرفيها الشمالي والجنوبي

ابتدئت المحاولات لإنشاء جامعة في مدينة دورتموند منذ العام 1897 بتشجيع من بداية عصر التصنيع في أوروبا، الا أن أكثر من محاولة لم تلقى القبول من الحكومة البرويسية مرتين في عام 1908 وعام 1926 إنذاك برغم تبني القطاعين الصناعي والاقتصادي لتلك المبادرة. كما لم تلق الفكرة قبولا عام 1945 إبان حكم العسكر البريطاني بعد هزيمة ألمانيا في الحرب العالمية الثانية.

عام 1960 أقر الانتداب البريطاني بناء جامعة في المنطقة والتي تضم عدد من المدن المتقاربة ومن بينها دورتموند وبوخوم التان تم ترشيحهما لمكان الإنشاء. في عام 1961 حصلت مدينة بوخوم المجاورة على رخصة لإنشاء جامعة فيها مما سبب غضب لدى سكان مدينة دورتمند الأكبر مساحة وسكانا مما سبب ضغطا على مجلس الولاية حيث أقرت بعدها بعام بإنشاء جامعة دورتموند التقنية.

في عام 1963 بدأ التأسيس للجامعة بإشراف رئيسها مارتن شمايسر (Martin Schmisser) وقام بوضع خططه التي وافقت الحكومة على أساسها أن تجعل الجامعة تقنية تضم تخصصات الهندسة والعلوم الطبيعية. في نفس العام بدأت أعما البناء في الجامعة وتم وضع حجر الأساس في احتفال حضره رئيس وزراء الولاية هاينس كون ورئيس الحكومة الألمانية هاينريش لوبكه.

أول محاضرة بدأت في الجامعة كانت في 01-04 عام 1969 في شعبة الكيمياء. بعدها توالت شعبة الرياضيات والتخطيط في 01-10 عام 1969 والهندسة الكيميائية والفيزياء بعد ذلك بعام تماما. افتتحت شعبة الهندسة الميكانيكية في 01-10-1971 وشعب الحاسوب والهندسة الكهربائية والإحصاء في 01-10-1972، الإقتصاد والعلوم الإجتماعية (01-04-1973). وفي الأول من أكتوبر عام 1974 بدأ العمل بكلية الهندسة المعمارية.

## تطورات ما بعد عام 1980
بداية من الأول من أبريل 1980، تم ادماج كلية التربية للجامعة. توالت بعدها شعب التعليم، إعادة التأهيل، العلوم الإجتماعية، الفلسفة، اللغات والآداب، الصحافة، الفن والرياضة.
منذ الثاني من مايو 1984 تم ربط قسمي الجامعة الشمالي والجنوبي عبرة قاطرة معلقة (H-Bahn) وتم توسيع مجالها لتشمل المجمع التكنولوجي القريب في التاسع عشر من ديسمبر 2003.
في مارس 2007 تم إنشاء الاتحاد الجامعي رور (Universitätsallianz Ruhr) من قبل جامعة دورتمند وجامعتي بوخوم وجامعة دويسبورغ-إيسن القريبتين تحت شعار «سويا أفضل» بحيث تم تسهيل الاتصال والشراكة بين الجامعات الثلاثة وتبادل بعض الخبرات بين أقسام البحث العلمي. كما مكن ذلك طلاب جامعة منها أن يقدم بعض المواد في الجامعة الأخرى وبهذا استفاد الطلبة من الكم الهائل من التخصصات المتاحة في الجامعات الثلاثة. هذا الاتحاد المكون من أكثر من 100 ألف طالب، 1300 بروفيسور وأكثر من 20 مشروعا مشتركا للأبحاث و11 قسما بحثيا متخصصا، أصبحت الأنجح بين اتحادات الجامعات على مستوى ألمانيا.

تم تغيير اسم الجامعة من جامعة دورتموند إلى جامعة دورتموند التقنية في 18 أكتوبر من عام 2007.

## الشعب التدريسية
تضم الجامعة 16 شعبة، من ضمنها شعب العلوم الطبيعية والعلوم الإنسانية:
1. الرياضيات
2. الفيزياء
3. الكيمياء والبيولوجيا الكيميائية
4. علوم الكمبيوتر
5. الإحصاء
6. الهندسة الكيميائية والهندسة البيولوجية
7. الهندسة الميكانيكية
8. هندسة الاتصالات والهندسة الكهربائية
9. الهندسة المعمارية
10. التخطيط
11. علم الاقتصاد وعلم الاجتماع
12. علوم التربية وعلوم النفس والعلوم الاجتماعية
13. علم إعادة التأهيل
14. العلوم الانسانية واللاهوتية
15. العلوم الثقافية
16. الفن والرياضة

## عالميا
يدرس في الجامعة أكثر من 3 آلاف طالب أجنبي من أكثر من 100 دولة بحيث يتم أغلبهم دراستهم الكاملة في الجامعة.

### التبادل مع الجامعات الأخرى
هناك تبادل بين جامعة دورتموند وجامعات مختلفة حول العالم. تختلف طرق التعاون مع الجامعات الأخرى حيث هناك التبادل الاستراتيجي مع عدد قليل من الجامعات في شمال أمريكا وآسيا وأوروبا وهناك أيضا تعاون مكثف على مستوى بعض الشُعَب في الجامعة مع كثير من الشُعَب المشابه في جامعات حول العالم. ضمن إطار التبادل الطلابي هناك تنسيق بين جامعات دول أهما الولايات المتحدة، أستراليا، البرازيل، اليابان، كندا، كوريا الجنوبية، المكسيك وجنوب أفريقيا من أهم الدول.

### برنامج الولايات المتحدة
هناك شراكة قوية بين جامعة دورتموند التكنولوجية وعدد كبير من الجامعات في الولايات المتحدة ضمن أطارات مختلفة منها التبادل الطلابي وتبادل الأشخاص والخبرات فيما يتعلق بالبحث العلمي. يأتي ما يقارب 40 طالبا أمريكيا للدراسة في الجامعة لفصل أو إثنين ونفس العدد تقريبا من طلابها يدرس في جامعات أمريكية سنويا.

### برنامج تداول الطلاب العالمي
تتبع الجامعة لبرنامج تداول الطلاب العالمي (International Student Exchange Program)
حيث يحق للطلاب التقدم بطلب للدراسة في إحدى الجامعات المتعاون معها لمدة فصل أو اثنين وفي حالة خاصة لمدد أطول وتتكفل الجامعة بالرسوم الجامعية للجامعة الضيف. في الولايات المتحدة يتيح هذا البرنامج لطلاب جامعة دورتموند الاختيار ما بين أكثر من 150 جامعة هناك.

## وصلات خارجية
- الموقع الإلكتروني (بالألمانية)